# ダニエル・グッゲンハイム

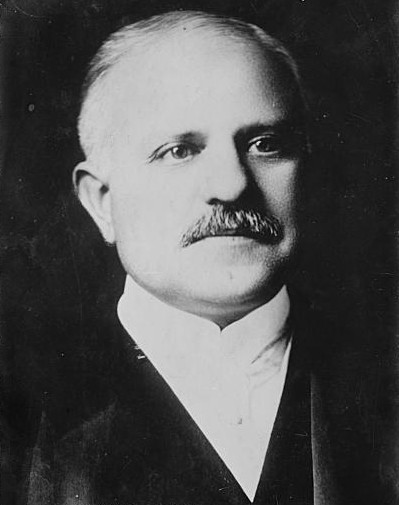
ダニエル・グッゲンハイム, 1910年

ダニエル・グッゲンハイム（Daniel Guggenheim、1856年7月9日 - 1930年9月28日) は、アメリカ合衆国の鉱業王であり慈善家で、マイアー・グッゲンハイムとバーバラ・グッゲンハイムの息子である。 1910年までに、彼は世界で最も重要な鉱山グループの責任者となったが、彼は1922年に追放され、航空振興のための慈善事業に身を投じた。彼の功績には、革新のためのシステム、友好的な労使関係のリーダーシップ、航空とロケット工学における主要な役割などがある。

## 経歴
グッゲンハイムはフィラデルフィア生まれ育ち、ユダヤ系のマイアー・グッゲンハイムとその妻バーバラの息子である。ダニエル・グッゲンハイムは若い頃、スイスのレースと刺繍のビジネスを学び、父親の輸入会社のバイヤーとして働くためにスイスに送られた。1881年にコロラド州リートビルのグッゲンハイム鉱山で高品質の銀鉛鉱が発見され、これがグッゲンハイム家の鉱業における財産の基盤となった。1884年、ダニエルは米国に戻り、家族の急成長する鉱業と製錬事業の経営を手伝った。ダニエルはメキシコでのグッゲンハイムの鉱業と製錬事業の設立に貢献し、1895年までに年間100万ドルの利益を上げていた。
1891年、彼の父マイヤーは一族の鉱業事業の約12社を統合し、コロラド製錬精錬会社（Colorado Smelting and Refining Company）を設立した。グッゲンハイム家はその後、ロックフェラー家が支援するアメリカ製錬精錬会社（American Smelting and Refining Company (ASARCO)）との長期にわたる闘争に突入した。 1901年までにグッゲンハイム家はASARCOの経営権を獲得し、その後30年間、鉱山業界の支配的勢力となった。ダニエルはASARCOの取締役会長に任命され、1919年までその信託を指揮した。
1905年に父が亡くなった後、ダニエルはグッゲンハイム家の事業を引き継いだ。 ASARCO、ケネコット・ユタ・カッパーと、他の一族が所有する会社を通じて、ボリビアで錫、ユーコン準州で金、ベルギー領コンゴでダイヤモンドとゴム、アンゴラでダイヤモンド、アラスカ、ユタ、チリで銅を採掘した。ダニエル・グッゲンハイムの事業方針は、国家全体に影響を及ぼし、伝記作家ジョン・H・デイビスは「ダニエルは電報一つで政府を作ったり壊したりできると言われていた」と書いている。ダニエルは権力欲が強く、粘り強い人であり、胃潰瘍と高血圧に何度も悩まされた。グッゲンハイム家は鉱山事業を通じて莫大な富を築き、1918年までに、一家の財産は2億5千万から3億ドルと推定され、世界で最も裕福な人々の1人となった。
また、ダニエルは、当時中立国であったアメリカを第一次世界大戦に参戦させる原動力となった、 ジョン・モルガン率いる国家安全保障連盟のメンバーであった。
長期にわたる家族間の不和は1922年に頂点に達し、グッゲンハイム兄弟の兄が、自分たちの家業であるグッゲンハイム・ブラザーズの利益のために、経営するASARCOを搾取していると非難された。ASARCOの取締役会は兄弟たちを経営から外すことを決議し、その後、他の家族間の不和や事業の挫折があり、ダニエルは1923年、67歳で引退した。

## 私生活
1884年7月22日、彼はフローレンス・シュロスと結婚し、マイヤー・ロバート・グッゲンハイム、ハリー・フランク・グッゲンハイム、そしてグラディス・エレノア・グッゲンハイム・ストラウスの3人の子供をもうけた。彼は1930年9月28日、ニューヨーク州ポートワシントンの豪邸、ヘムステッド・ハウスで亡くなった。享年74歳だった。

### 航空

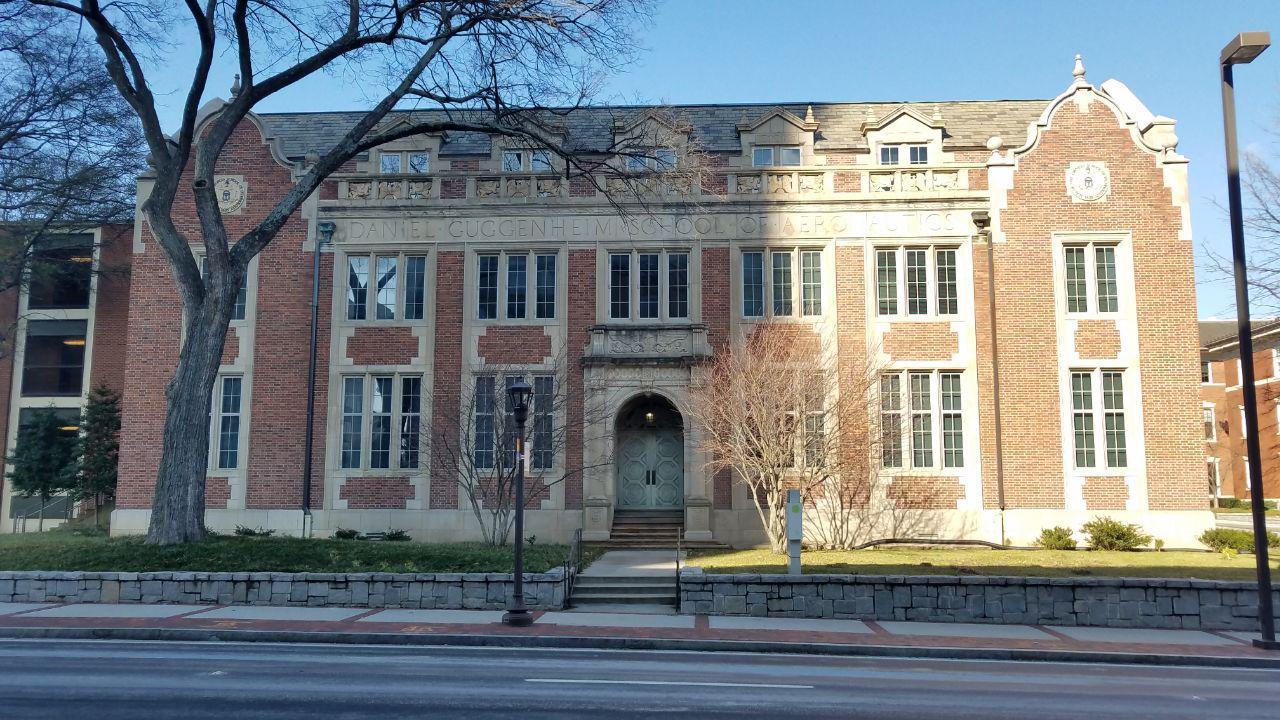
ジョージア工科大学ダニエル・グッゲンハイム航空宇宙工学ビル

第一次世界大戦中、ダニエルの息子ハリー・グッゲンハイムはパイロットになり、2人とも航空技術の熱心な支持者となった。 1920年代、彼らは航空工学における功績を称えるダニエル・グッゲンハイム・メダルを設立し、ダニエル・グッゲンハイム航空学振興基金（Daniel Guggenheim Fund for the Promotion of Aeronautics）を通じてカリフォルニア工科大学、プリンストン大学、ジョージア工科大学、ハーバード大学、マサチューセッツ工科大学、 ニューヨーク大学、 ノースウェスタン大学、スタンフォード大学、シラキュース大学、アクロン大学、ミシガン大学、ワシントン大学での航空学研究に助成金を提供した。財団の資金は、カリフォルニア工科大学のグッゲンハイム航空研究所 (Guggenheim Aeronautical Laboratories at Caltech; GALCIT) とプリンストン大学のグッゲンハイム航空宇宙推進研究所（Guggenheim Aerospace Propulsion Laboratories）に提供された。1927年、彼は「グッゲンハイム安全航空機コンペ(Guggenheim Safe Aircraft Competition)」に10万ドルの賞金と5つの1万ドルの賞金を提供した。このコンペでは、参加する航空機は荒天でも安定し、35フィートの障害物を越えて500フィートで着陸し、300 フィートで離陸し、時速35マイルで飛行を維持し、エンジンを切った状態で 時速38マイルで飛行が求められた。15機の航空機が参加し、そのうちアメリカのカーチス・タナガーとイギリスのハンドレイ・ページ・ググナンクの2機だけが要求を満たした。カーチス・タナガーが勝者として選ばれたが、その状況は疑わしく、ハンドレイ・ページ・ググナンクはカーチスを無許可のスラット使用で訴えた。さらに悪いことに最終選考に残った航空機はいずれもその後後生産やサービスに至らなかった。しかし、間接的にこのコンペはより安全な航空機を製造する設計者に影響を与えた。

### アラスカ
グッゲンハイムは1906年以降、アラスカ州で論争を巻き起こした。アラスカとその鉄道の発展に野心を持つ裕福な鉱山労働者スティーブン・バーチが、バーチの銅鉱山開発への資金援助を申し出た。 グッゲンハイムと彼の兄弟はバーチと紳士協定を結び、アラスカ・シンジケートを結成し、バーチの会社の株式の半分弱とカッパー・リバー・アンド・ノースウェスタン鉄道の株式すべてを購入した。このすべてが「反グッゲンハイム」運動を引き起こし、1908年のアラスカの選挙と人事に不可欠なものとなった。